# Municipio de Monroe (condado de Johnson)
El municipio de Monroe (en inglés: Monroe Township) es un municipio ubicado en el condado de Johnson en el estado estadounidense de Iowa. En el año 2010 tenía una población de 562 habitantes y una densidad poblacional de 7,15 personas por km².

## Geografía
El municipio de Monroe se encuentra ubicado en las coordenadas 41°49′13″N 91°46′19″O / 41.82028, -91.77194. Según la Oficina del Censo de los Estados Unidos, el municipio tiene una superficie total de 78.61 km², de la cual 77,84 km² corresponden a tierra firme y (0,99 %) 0,77 km² es agua.

## Demografía
Según el censo de 2010, había 562 personas residiendo en el municipio de Monroe. La densidad de población era de 7,15 hab./km². De los 562 habitantes, el municipio de Monroe estaba compuesto por el 97,69 % blancos, el 0,71 % eran afroamericanos, el 0,18 % eran amerindios, el 0,36 % eran asiáticos, el 0,18 % eran de otras razas y el 0,89 % eran de una mezcla de razas. Del total de la población el 0,71 % eran hispanos o latinos de cualquier raza.